# Onychodiaptomus
Onychodiaptomus é um género de crustáceo da família Diaptomidae.
Este género contém as seguintes espécies:
- Onychodiaptomus louisianensis